# Rhinobatos albomaculatus
Rhinobatos albomaculatus és un peix de la família dels rinobàtids i de l'ordre dels rajiformes
present des de les costes del golf de Guinea fins a les d'Angola.
Pot arribar als 75 cm de llargària total.